# Vela nos Jogos Olímpicos de Verão de 2020 - 470 feminino
A classe 470 feminino da vela nos Jogos Olímpicos de Verão de 2020 foi disputada entre 28 de julho e 4 de agosto de 2021 no Porto de Iates de Enoshima, em Fujisawa. Um total de 42 velejadoras de 21 Comitês Olímpicos Nacionais (CON) participaram do evento.
O título olímpico foi conquistado pela dupla britânica Hannah Mills e Eilidh McIntyre. A prata ficou com a polonesa Agnieszka Skrzypulec e Jolanta Ogar, enquanto as francesas Camille Lecointre e Aloïse Retornaz conquistaram o bronze.

## Qualificação
O período de qualificação começou no Campeonato Mundial de 2018 em Aarhus, Dinamarca. Lá, 101 vagas, cerca de 40% do total, foram entregues aos CONs com as melhores posições em cada classe. Seis vagas estiveram disponíveis nas classes Laser e Laser Radial nos Jogos Asiáticos de 2018 e nos Jogos Pan-Americanos de 2019, enquanto 61 vagas foram distribuídas aos velejadores nos Campeonatos Mundiais de cada classe em 2019. Em 2020 e em 2021, as regatas de qualificação continentais foram realizadas para decidir o restante das vagas, enquanto duas vagas nas classes Laser e Laser Radial foram entregues pela Comissão Tripartite a CONs ainda não representados. Como país-sede, o Japão recebeu vagas em cada uma das 10 classes olímpicas.

## Formato
A prova é composta por dez regatas preliminares e uma de decisão das medalhas (Medal Race). A posição em cada regata se traduz em pontos (as primeiras colocadas somam um ponto na classificação, enquanto as décimas, por exemplo, somam 10 pontos), que são acumulados de regata a regata para obter a classificação. Apenas as dez menores pontuações ao fim das dez primeiras regatas avançam para a Medal Race, na qual os pontos obtidos juntam-se aos já acumulados. Cada barco deve excluir uma regata para sua pontuação total, com exceção da Medal Race que não pode ser excluída e sua pontuação conta em dobro.
As regatas desenrolam-se num percurso marcado com boias, que deve ser obrigatoriamente percorrido pelos velejadores conforme as regras do comitê organizador.

## Calendário
| Data → | Quarta 28 jul | Quinta 29 jul | Sexta 30 jul  | Sábado 31 jul | Domingo 1 ago | Segunda 2 ago  | Terça 3 ago | Quarta 4 ago |
| ------ | ------------- | ------------- | ------------- | ------------- | ------------- | -------------- | ----------- | ------------ |
| 470    | Regatas 1 e 2 | Regatas 3 e 4 | Regatas 5 e 6 | Descanso      | Regatas 7 e 8 | Regatas 9 e 10 | Descanso    | Medal Race   |

## Medalhistas
| Ouro   | GBR Hannah Mills e Eilidh McIntyre      |
| Prata  | POL Agnieszka Skrzypulec e Jolanta Ogar |
| Bronze | FRA Camille Lecointre e Aloïse Retornaz |

## Resultados
Estes foram os resultados obtidos da competição:
| Pos.              | Velejadores                              | CON                | Regata | Regata   | Regata | Regata | Regata | Regata | Regata | Regata | Regata | Regata | Regata | Pontos | Pontos |
| Pos.              | Velejadores                              | CON                | 1      | 2        | 3      | 4      | 5      | 6      | 7      | 8      | 9      | 10     | MR     | Tot.   | Net    |
| ----------------- | ---------------------------------------- | ------------------ | ------ | -------- | ------ | ------ | ------ | ------ | ------ | ------ | ------ | ------ | ------ | ------ | ------ |
| Medalha de ouro   | Hannah Mills Eilidh McIntyre             | GBR Grã-Bretanha   | 4      | 3        | 7      | 1      | 3      | 3      | 1      | 3      | 9      | 3      | 10     | 47     | 38     |
| Medalha de prata  | Agnieszka Skrzypulec Jolanta Ogar        | POL Polônia        | 1      | 1        | 2      | 5      | 12     | 1      | 5      | 4      | 15     | 15     | 8      | 69     | 54     |
| Medalha de bronze | Camille Lecointre Aloïse Retornaz        | FRA França         | 3      | 2        | 4      | 7      | 1      | 12     | 6      | 5      | 10     | 4      | 12     | 66     | 54     |
| 4                 | Linda Fahrni Maja Siegenthaler           | SUI Suíça          | 12     | 4        | 8      | 2      | 5      | 10     | 9      | 7      | 12     | 5      | 2      | 76     | 64     |
| 5                 | Tina Mrak Veronika Macarol               | SLO Eslovênia      | 8      | 16       | 6      | 9      | 4      | 7      | 3      | 9      | 2      | 7      | 14     | 85     | 69     |
| 6                 | Luise Wanser Anastasiya Winkel           | GER Alemanha       | 22 DSQ | 22 DSQ   | 5      | 4      | 15     | 8      | 7      | 1      | 5      | 6      | 4      | 99     | 77     |
| 7                 | Ai Yoshida Miho Yoshioka                 | JPN Japão          | 6      | 7        | 11     | 15     | 2      | 2      | 12     | 8      | 7      | 8      | 16     | 94     | 79     |
| 8                 | Noya Bar Am Shahar Tibi                  | ISR Israel         | 2      | 14       | 22 DSQ | 3      | 10     | 11     | 4      | 11     | 6      | 13     | 6      | 102    | 80     |
| 9                 | Fernanda Oliveira Ana Barbachan          | BRA Brasil         | 15     | 5        | 1      | 10     | 13     | 4      | 10     | 10     | 8      | 1      | 20     | 97     | 82     |
| 10                | Afrodite Zegers Lobke Berkhout           | NED Países Baixos  | 10     | 11       | 14     | 11     | 9      | 6      | 17     | 6      | 4      | 2      | 18     | 108    | 91     |
| 11                | Silvia Mas Patricia Cantero              | ESP Espanha        | 11     | 13       | 3      | 6      | 14     | 15     | 8      | 17     | 1      | 10     |        | 98     | 81     |
| 12                | Nikki Barnes Lara Dallman-Weiss          | USA Estados Unidos | 13     | 6        | 15     | 13     | 6      | 5      | 19     | 2      | 22 UFD | 19     |        | 120    | 98     |
| 13                | Elena Berta Bianca Caruso                | ITA Itália         | 5      | 10       | 9      | 12     | 8      | 16     | 14     | 16     | 16     | 12     |        | 118    | 102    |
| 14                | Olivia Bergström Lovisa Karlsson         | SWE Suécia         | 17     | 9        | 10     | 16     | 7      | 9      | 18     | 14     | 11     | 18     |        | 129    | 111    |
| 15                | Ariadne Spanaki Emilia Tsoulfa           | GRE Grécia         | 14     | 8        | 22 BFD | 17     | 17     | 13     | 2      | 12     | 22 UFD | 9      |        | 136    | 114    |
| 16                | Nia Jerwood Monique de Vries             | AUS Austrália      | 7      | 12       | 12     | 8      | 18     | 19     | 15     | 13     | 13     | 20     |        | 137    | 117    |
| 17                | Beste Kaynakçı Okyanus Arıkan            | TUR Turquia        | 18     | 18.1 DPI | 22 BFD | 18     | 11     | 14     | 13     | 18     | 3      | 14     |        | 149.1  | 127.1  |
| 18                | Wei Mengxi Gao Haiyan                    | CHN China          | 9      | 15       | 16     | 14     | 22 DSQ | 18     | 11     | 15     | 14     | 17     |        | 151    | 129    |
| 19                | Nuraisyah Jamil Juni Karimah Noor Jamali | MAS Malásia        | 16     | 18       | 17     | 20     | 19     | 20     | 20     | 22 DSQ | 17     | 11     |        | 180    | 158    |
| 20                | María Belén Tavella Lourdes Hartkopf     | ARG Argentina      | 22 DSQ | 22 DSQ   | 13     | 19     | 16     | 17     | 16     | 19     | 22 UFD | 16     |        | 182    | 160    |
| 21                | Denise Parruque Maria Machava            | MOZ Moçambique     | 22 DNC | 22 DNC   | 18     | 21     | 20     | 21     | 21     | 20     | 18     | 21     |        | 204    | 182    |

Legenda
| - DSQ = Desclassificação; - DNE = Desclassificação não descartável; - DNF = Não cruzou a linha de chegada; | - DNC = Não compareceu na área de largada; - DNS = Não largou; - DPI = Penalidade discricionária; | - UFD = Desclassificação por bandeira "U"; - BFD = Desclassificação por bandeira preta; - OCS = Queima de largada. |